# NHK廣島放送局
NHK廣島放送局，又译NHK廣島广播电视台，是日本放送協會（NHK）的地方广播电视台（放送局）之一，位於廣島縣廣島市，為中國地方的地区据点台（基干局）。

## 历史
1928年7月6日，社团法人日本放送协会广岛放送局正式开播。1934年5月16日，广岛放送局升格为“广岛中央放送局”。1945年8月6日，广岛市原子弹爆炸，广岛中央放送局被毁，幸存的职员在备用播音地点继续广播，直到8月29日才完全恢复转播东京中央放送局的节目。

## 频道频率一览

### 电视频道
- NHK福冈综合频道（呼号JOFK-DTV）：遥控器号码1
- NHK福冈教育频道（呼号JOFB-DTV）：遥控器号码2

### 广播频率
- NHK广岛第一套广播（呼号JOFK）：
  - 广岛 1071 kHz（20kW）
  - 福山 999 kHz（1kW）
  - 福山木之庄 1161 kHz（100W）
  - 三次 1584 kHz（100W）
  - 庄原 1161 kHz（100W）
  - 東城 792 kHz（100W）
  - 府中 1026 kHz（100W）
  - 呉 1026 kHz（100W）
  - 世羅 1224 kHz（100W）
- NHK广岛第二套广播（呼号JOFB）：
  - 广岛 702 kHz（10kW）
  - 福山 1602 kHz（1kW）
  - 福山木之庄 1467 kHz（100W）
  - 三次 1035 kHz（100W）
  - 庄原 1359 kHz（100W）
  - 東城 1602 kHz（100W）
  - 呉 1521 kHz（100W）
- NHK广岛调频广播（呼号JOFK-FM）：
  - 广岛 88.3 MHz JOFK-FM 1 kW（比治山）
  - 福山 84.8 MHz 250W（高見山）
  - 呉 83.7 MHz 10W（休山）
  - 三次 V84.5 MHz 100W（高谷山）
  - 西条 V83.3 MHz 10W（郡宫山）
  - 大崎 84.2 MHz 10W（神峰山）
  - 安艺千代田 83.0 MHz 100W（猿喰山）
  - 東城 83.3 MHz 3W（焚火山）
  - 南加計 82.0 MHz 100W（猿彦山）
  - 吉田 85.5 MHz 1W（会下山）
  - 西城 85.1 MHz 3W（四天蓋山）
  - 豊荣 81.9 MHz 100W（板鍋山）
  - 佐東 84.3 MHz 30W（权现山）
  - 可部 83.4 MHz 3W（螺山）
  - 五日市 80.1 MHz 10W（寺田山）
  - 大朝 83.3 MHz 3W（加計山）
  - 黑瀬 82.8 MHz 1W（北野吕山）
  - 安艺佐伯 88.9 MHz 10W（上勝成山）
  - 府中 84.1 MHz 10W（城山）
  - 福山藏王 V85.7 MHz 30W（藏王山）
  - 三原 83.1 MHz 1W（龍王山）
  - 因島 83.5 MHz 1W（天狗山）
  - 世羅甲山 82.4 MHz 10W（新山）
  - 甲奴 83.1 MHz 10W（弘法山）
  - 油木 82.6 MHz 10W（鍋谷山）

## 外部連結
- NHK廣島放送局 （页面存档备份，存于）
  - NHK福山支局案内 （页面存档备份，存于）
- NHK廣島的X（前Twitter）